# Alfa Romeo 159
Alfa Romeo 159 – samochód osobowy klasy średniej produkowany przez włoską markę Alfa Romeo w latach 2005 – 2011.

## Historia i opis modelu

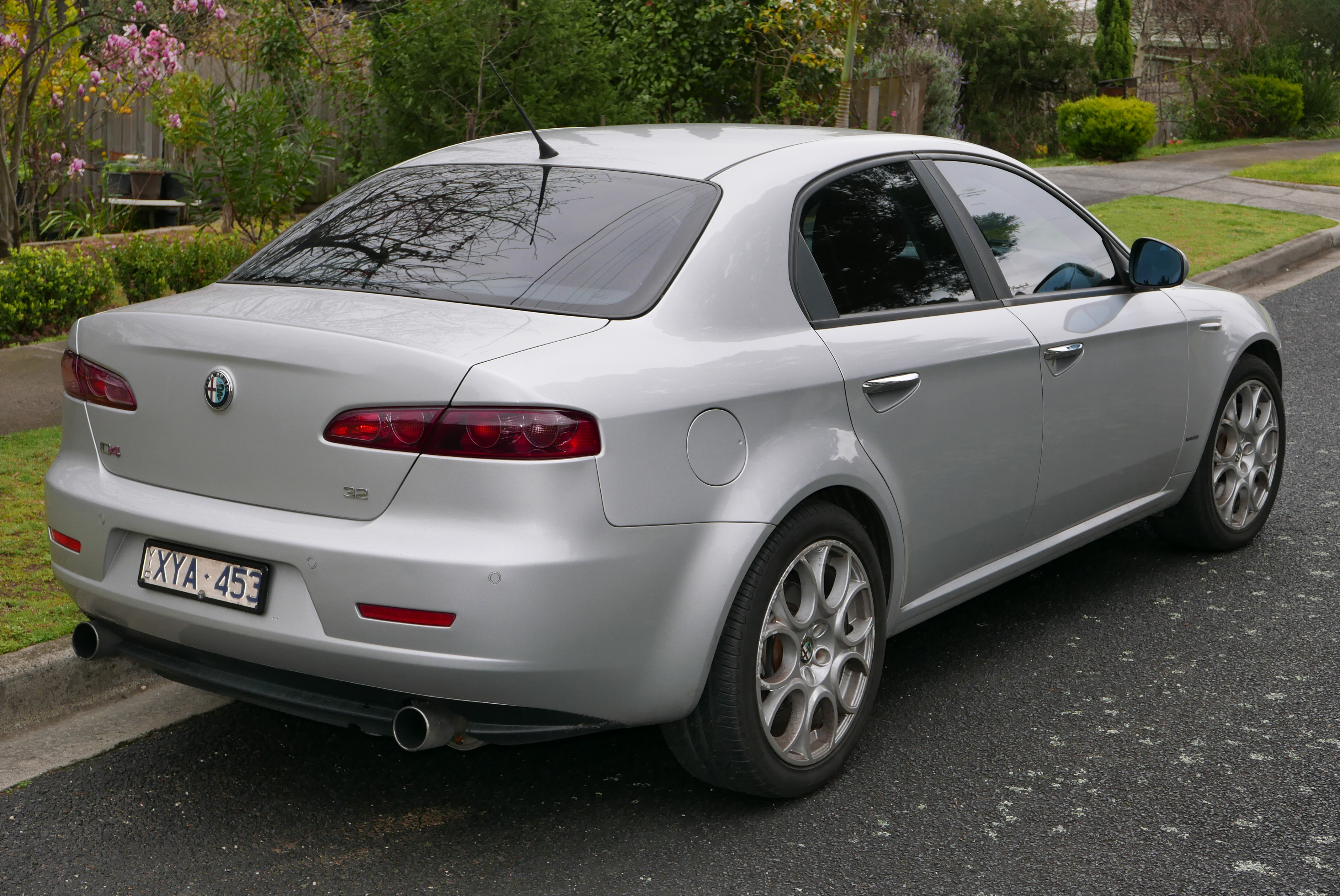
Alfa Romeo 159 - tył

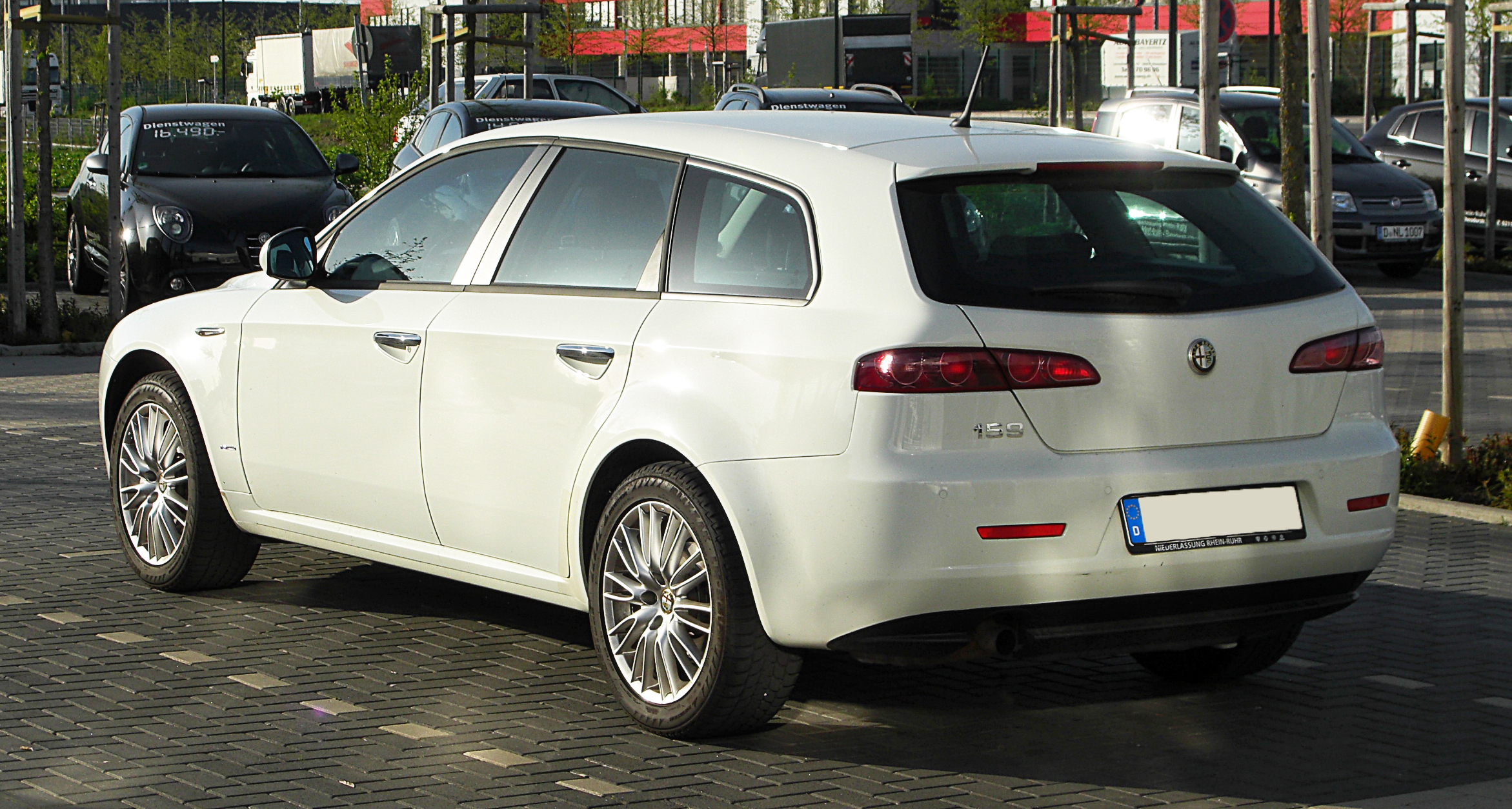
Alfa Romeo 159 Sportwagon

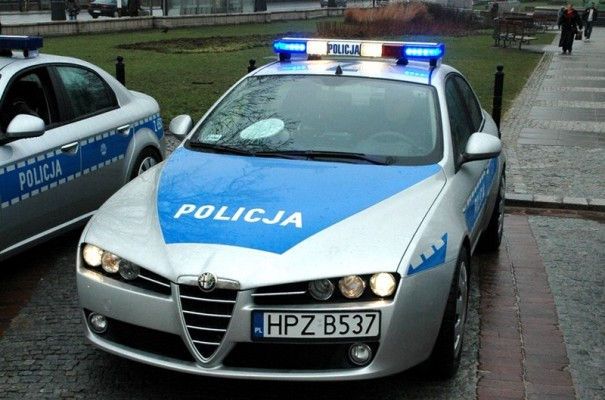
Alfa Romeo 159 jako radiowóz polskiej policji

Samochód został po raz pierwszy oficjalnie zaprezentowany podczas targów motoryzacyjnych w Genewie na początku 2005 roku. Auto zaprojektowane zostało przez włoskiego projektanta i stylistę motoryzacyjnego Giorgetto Giugiaro we współpracy z Centro Stile Alfa Romeo. Charakterystycznym elementem pojazdu są zadziorne przednie reflektory wyposażone w trzy, osobno umieszczone soczewki na każdą ze stron, a także duża, trójkątna atrapa chłodnicy. Rok później do produkcji wprowadzona została wersja kombi pojazdu oznaczona 159 Sportwagon.
W 2008 roku gama jednostek napędowych wzbogacona została o silnik 1.8 MPI konstrukcji General Motors, a we wnętrzu pojazdu zastosowano nowe pokrętła panelu klimatyzacji oraz inny wyświetlacz multimedialny. Silnik 2.4 JTDm po zmianach (nowe wtryskiwacze, nowa turbosprężarka Garrett w miejsce KKK) uzyskał moc 210 KM zamiast 200 KM. 
W 2009 roku pod maskę pojazdu wprowadzono dwa nowe silniki: 1.75 TBi oraz 2.0 JTDm, oraz wycofano z oferty najmocniejszy silnik benzynowy V6. Rok później wycofano pięciocylindrowy silnik wysokoprężny 2.4 JTDm.
W plebiscycie na Europejski Samochód Roku 2006 zajął 3. pozycję (za Renault Clio III i VW Passatem B6).

### Wyposażenie
- Comfort Pack
- Comfort Plus Pack
- Distinctive Premium
- Distinctive TI.
- Limited Edtion - wersja limitowana przeznaczona na rynek brytyjski powstała w liczbie 250 egzemplarzy wyposażonych w obniżone zawieszenie, układ hamulcowy Brembo, skórzaną tapicerkę oraz sportowe zegary z czerwonym podświetleniem[7]
- Progression Sport
- Progression Premium
- Progression TI
- Sport
- Sport Packa
- Sport Plus
- TI Plus Pack

W zależności od wybranej wersji wyposażeniowej pojazdu, auto wyposażone mogło być m.in. w system ABS i ESP, elektryczne sterowanie szyb, elektryczne sterowanie lusterek, elektrycznie sterowane fotele, wielofunkcyjną kierownicę, klimatyzację automatyczną, system nawigacji satelitarnej, światła przeciwmgłowe, tempomat, skórzaną tapicerkę, system Blue&Me, a także czujniki parkowania, deszczu i zmierzchu oraz system audio firmy Bose, a w wersji TI również felgi o średnicy 19 cali.
Samochód wyposażony został w system, który podobnie jak w samochodach marki Saab (system Night Panel), umożliwia wygaszenie wszystkich podświetleń poza prędkościomierzem oraz centralnym ekranem komputera.

### Silniki
| Silnik               | Pojemność skokowa [cm³] | Typ silnika       | Moc maksymalna [KM] przy obr./min | Maks. moment obrotowy [Nm] przy obr./min | Przyspieszenie 0-100 km/h [s] | Prędkość maks. [km/h] |                   |                   |                   |
| Silniki benzynowe    | Silniki benzynowe       | Silniki benzynowe | Silniki benzynowe                 | Silniki benzynowe                        | Silniki benzynowe             | Silniki benzynowe     | Silniki benzynowe | Silniki benzynowe | Silniki benzynowe |
| -------------------- | ----------------------- | ----------------- | --------------------------------- | ---------------------------------------- | ----------------------------- | --------------------- | ----------------- | ----------------- | ----------------- |
| 1.75 TBi             | 1742                    | R4                | 200/5000                          | 320/1400                                 | 7,7                           | 235                   |                   |                   |                   |
| 1.8 MPI              | 1796                    | R4                | 140/6500                          | 175/3800                                 | 10,2                          | 208                   |                   |                   |                   |
| 1.9 JTS              | 1859                    | R4                | 160/6500                          | 190/4500                                 | 9,5                           | 214                   |                   |                   |                   |
| 2.2 JTS              | 2198                    | R4                | 185/6500                          | 230/4500                                 | 8,9                           | 220                   |                   |                   |                   |
| 3.2 JTS V6           | 3195                    | V6                | 260/6300                          | 322/4500                                 | 7,1                           | 250                   |                   |                   |                   |
| Silniki wysokoprężne |                         |                   |                                   |                                          |                               |                       |                   |                   |                   |
| 1.9 JTDm             | 1910                    | R4                | 120/4000                          | 280/2000                                 | 10,7                          | 193                   |                   |                   |                   |
| 1.9 JTDm             | 1910                    | R4                | 150/4000                          | 320/2000                                 | 9,2                           | 212                   |                   |                   |                   |
| 2.0 JTDm             | 1956                    | R4                | 136/4000                          | 350/1750                                 | 10,0                          | 201                   |                   |                   |                   |
| 2.0 JTDm             | 1956                    | R4                | 170/4000                          | 360/1750                                 | 8,8                           | 218                   |                   |                   |                   |
| 2.4 JTDm             | 2387                    | R5                | 200/4000                          | 400/2000                                 | 8,3                           | 225                   |                   |                   |                   |
| 2.4 JTDm             | 2387                    | R5                | 210/4000                          | 400/1500                                 | 8,1                           | 231                   |                   |                   |                   |